# Zona Rosa
Die Zona Rosa ist ein Stadtviertel im Bezirk Cuauhtémoc von Mexiko-Stadt. Sie liegt unweit des Stadtzentrums und des Chapultepec-Parks und hat ihren Namen aufgrund der zahlreichen in rosa Farbtönen gehaltenen Häuser des Viertels erhalten.
Die Zona Rosa wird im Wesentlichen von den Boulevards Reforma, Insurgentes, Chapultepec, Florencia und Bucareli begrenzt. Das Viertel gewann vor allem in der Ära von Präsident Porfirio Díaz um die Wende vom 19. zum 20. Jahrhundert als wohlhabender Vorort von Mexiko-Stadt an Bedeutung. Die damals erbauten, oft noblen Wohnhäuser orientierten sich am französischen Architekturstil der Zeit und wurden casas porfirianas genannt. Zwischen 1891 und 1902 verband eine Trolleybus-Linie das Viertel mit Chapultepec. Bald darauf wurde das Viertel in die Hauptstadt eingemeindet und entwickelte sich zu einer Mischung aus Geschäfts- und Touristenviertel. Beliebtes Ziel der Touristen sind die in den 1960er-Jahren entstandenen Kunstgalerien, die ihre Existenz zum Teil bekannten Künstlern wie José Luis Cuevas und Guadalupe Amor zu verdanken haben. Auch während der Olympischen Spiele von 1968 zog das Viertel zahlreiche Gäste an. Bis heute ist die Zona Rosa kosmopolitisch geprägt und verfügt über eine große Anzahl an Hotels, Nachtclubs und Restaurants. Daneben existieren vielfältige Einkaufsmöglichkeiten, wie etwa Märkte, auf denen lokale Handwerksprodukte verkauft werden oder auch Antiquitätenläden. Einige Straßen der Zona Rosa, insbesondere Calle Amberes und Calle Flocencia, bilden heute das Zentrum der homosexuellen (Sub-)Kultur Mexikos, da sich zahlreiche schwule Bars, Cafés und Diskotheken angesiedelt haben.
„Zona Rosa“ ist auch in anderen lateinamerikanischen Städten (Guayaquil in Ecuador, Bogotá in Kolumbien und San Salvador in El Salvador) die Bezeichnung für das Ausgeh- und Vergnügungsviertel.
Koordinaten: 19° 26′ N, 99° 10′ W